# Ösa
Ösa är en by i Ås distrikt (Ås socken) i Krokoms kommun i Jämtlands län. SCB avgränsade fram till 2010 för bebyggelsen i byn och några hus i norra Täng en småort benämnd Ösa och Täng. Från 2015 ingår området i tätorten Ås.